# Bedingtes Kapital
Als Bedingtes Kapital (englisch conditional capital) wird im Aktienrecht eine Kapitalmaßnahme bezeichnet, die nur in dem Maße stattfindet, wie vom Bezugsrecht oder Umtauschrecht bei einer Kapitalerhöhung Gebrauch gemacht wird.

## Allgemeines
Es gibt für Aktiengesellschaften, Europäische Gesellschaft und Kommanditgesellschaft auf Aktien folgende Kapitalmaßnahmen:
| Kapitalmaßnahme     | Arten                                                                                                   | Rechtsgrundlage                                                |
| ------------------- | --- | -------------------------------------------------------------- |
| Kapitalerhöhung     | reguläre Kapitalerhöhung bedingtes Kapital genehmigtes Kapital Kapitalerhöhung aus Gesellschaftsmitteln | § 182 ff. AktG §§ 193 ff. AktG §§ 202 ff. AktG §§ 207 ff. AktG |
| Kapitalherabsetzung | ordentliche Kapitalherabsetzung vereinfachte Kapitalherabsetzung Einziehung von Aktien                  | § 222 ff. AktG §§ 229 ff. AktG § 237 AktG                      |

Auch der Kapitalschnitt ist eine Kapitalmaßnahme, die in der Kombination einer vereinfachten Kapitalherabsetzung mit einer gleichzeitigen Kapitalerhöhung besteht.
Die „Bedingung“ besteht darin, dass eine Kapitalerhöhung nur dann durchgeführt werden kann, wenn dabei von einem Umtausch- oder Bezugsrecht Gebrauch gemacht wird, das die Gesellschaft auf die neuen Aktien einräumt.

## Durchführung
Gemäß § 193 Abs. 1 AktG bedarf die bedingte Kapitalerhöhung einer Dreiviertel-Mehrheit in der Hauptversammlung einer Aktiengesellschaft. Sie dient ausschließlich der Emission von Wandelanleihen, der Vorbereitung einer Fusion oder einem Aktienoptionsprogramm für Manager oder Arbeitnehmer (§ 193 Abs. 2 AktG). Neben der Bareinlage ist nach § 194 Abs. 1 AktG auch eine Sacheinlage möglich. Das Grundkapital gilt gemäß § 200 AktG erst mit der Ausgabe der Aktien als erhöht. Für die Ausgabe der neuen Aktien gelten nach § 203 Abs. 1 AktG sinngemäß die §§ 185 bis § 191 AktG über die Kapitalerhöhung gegen Bareinlagen.
Der Nennwert des Grundkapitals erhöht sich durch die Inanspruchnahme bedingten Kapitals nur dann, wenn dieses auch tatsächlich durch Emission beansprucht wird, was durch den optionalen Charakter von Wandelanleihen und Aktienoptionsprogrammen nicht immer (oder nicht unbedingt in vollem Umfang) der Fall sein muss.
Genau wie beim genehmigten Kapital muss auch beim bedingten Kapital der Aufsichtsrat einem Verwendungsbeschluss des Vorstandes erst zustimmen.
Bedingtes Kapital kann entweder auf Stammaktien oder auf Vorzugsaktien lauten. Dadurch ist es möglich, dass sich in der Unternehmenssatzung bzw. den Geschäftsberichten der Aktiengesellschaft auch zwei unterschiedliche Posten Bedingtes Kapital finden.

## GmbH
Anders als für das genehmigte Kapital des § 55a GmbHG gibt es für die Gesellschaft mit beschränkter Haftung (GmbH) keine vergleichbare Regelung hinsichtlich des bedingten Kapitals, weil dem GmbH-Recht Bezugsrechts-Regelungen unbekannt sind.   

## Abgrenzung zum Genehmigten Kapital
Anders als das Bedingte Kapital ist das genehmigte Kapital insbesondere für Kapitalerhöhungen gedacht. Während das bedingte Kapital keine zeitliche Begrenzung aufweist, darf genehmigtes Kapital maximal für fünf Jahre genehmigt sein (§ 202 Abs. 1 AktG).
Bedingtes Kapital für Aktienoptionen darf die Grenze von 10 % des eingetragenen Grundkapitals zum Beschlusstag nicht überschreiten, während beim genehmigten Kapital und beim bedingten Kapital für Wandel- oder Optionsanleihen eine Grenze von 50 % gilt.
Bei Optionsprogrammen aus bedingtem Kapital ist eine Mindesthaltefrist von zwei Jahren gesetzlich vorgeschrieben (§ 193 Abs. 2 Nr. 4 AktG), während diese Sperrfrist bei Optionsprogrammen aus genehmigtem Kapital frei wählbar ist.